# Mergosono (Buayan)
Mergosono is een bestuurslaag in het regentschap Kebumen van de provincie Midden-Java, Indonesië. Mergosono telt 2475 inwoners (volkstelling 2010).